# Gare d'Onoekōkōmae
La gare d'Onoekōkōmae (尾上高校前駅, Onoekōkōmae-eki) est une gare ferroviaire de la ville 
de Hirakawa, dans la préfecture d'Aomori au Japon. Elle est exploitée par la société Kōnan Railway 
et est desservie par la Ligne Kōnan.

## Histoire
La gare d'Onoekōkōmae est ouverte aux voyageurs le 1er avril 1999.

## Situation ferroviaire
La gare d'Onoekōkōmae est située dans le nord-ouest de la ville de Hirakawa, au point kilométrique 
(PK) 12.5 de la ligne Kōnan.

## Service des voyageurs

### Accueil
La station d'Onoekōkōmae ne dispose que d'un abri pour voyageurs.

### Ligne ferroviaire
- Kōnan Railway
  - Ligne Kōnan

### Disposition des quais
- Cette gare dispose d'un quai latéral et d'une seule voie.

| N° de voie | Ligne | Direction |
| ---------- | ----- | --------- |
| 1          | Kōnan | Hirosaki  |
| 1          | Kōnan | Kuroishi  |

### Desserte
| Kōnan Railway      |             |             |             |                    |
| Direction Hirosaki | Ligne Kōnan | Ligne Kōnan | Ligne Kōnan | Direction Kuroishi |
| Tsugaruonoe        |             | -           |             | Tamboāto           |

## Source de la traduction
- (en) Cet article est partiellement ou en totalité issu de l’article de Wikipédia en anglais intitulé « Onoekōkōmae Station » (voir la liste des auteurs).